# Glyphodes bivitralis
Glyphodes bivitralis là một loài bướm đêm thuộc họ Crambidae. Nó là loài bản địa của đông Nam Á, bao gồm Hồng Kông, Ấn Độ, Nhật Bản, Đài Loan và Thái Lan. Nó cũng được tìm thấy ở Queensland và Hawaii.
Sải cánh dài khoảng 30 mm. Ấu trùng ăn Erythrina speciosa và Ficus variolosa. 

## Hình ảnh

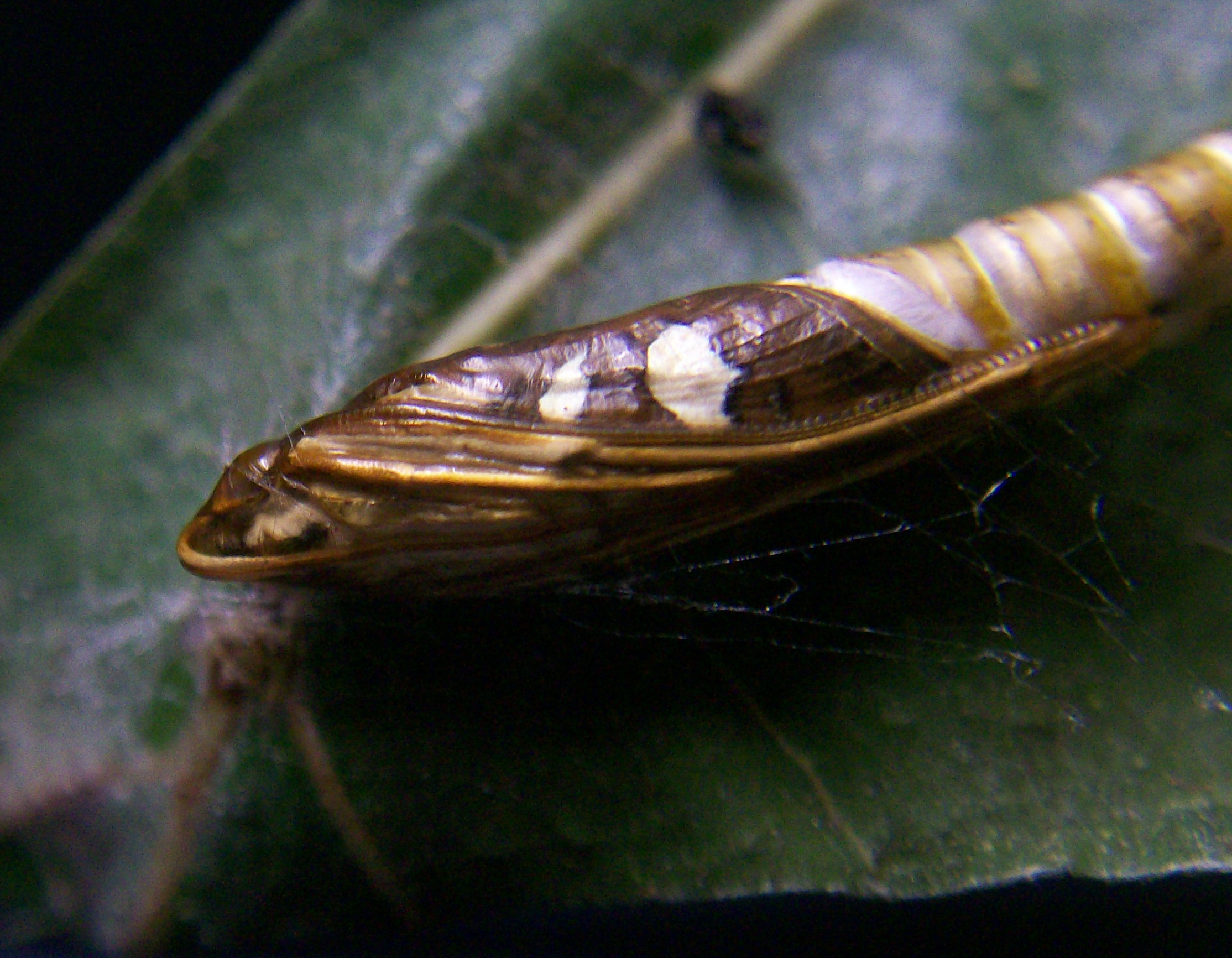
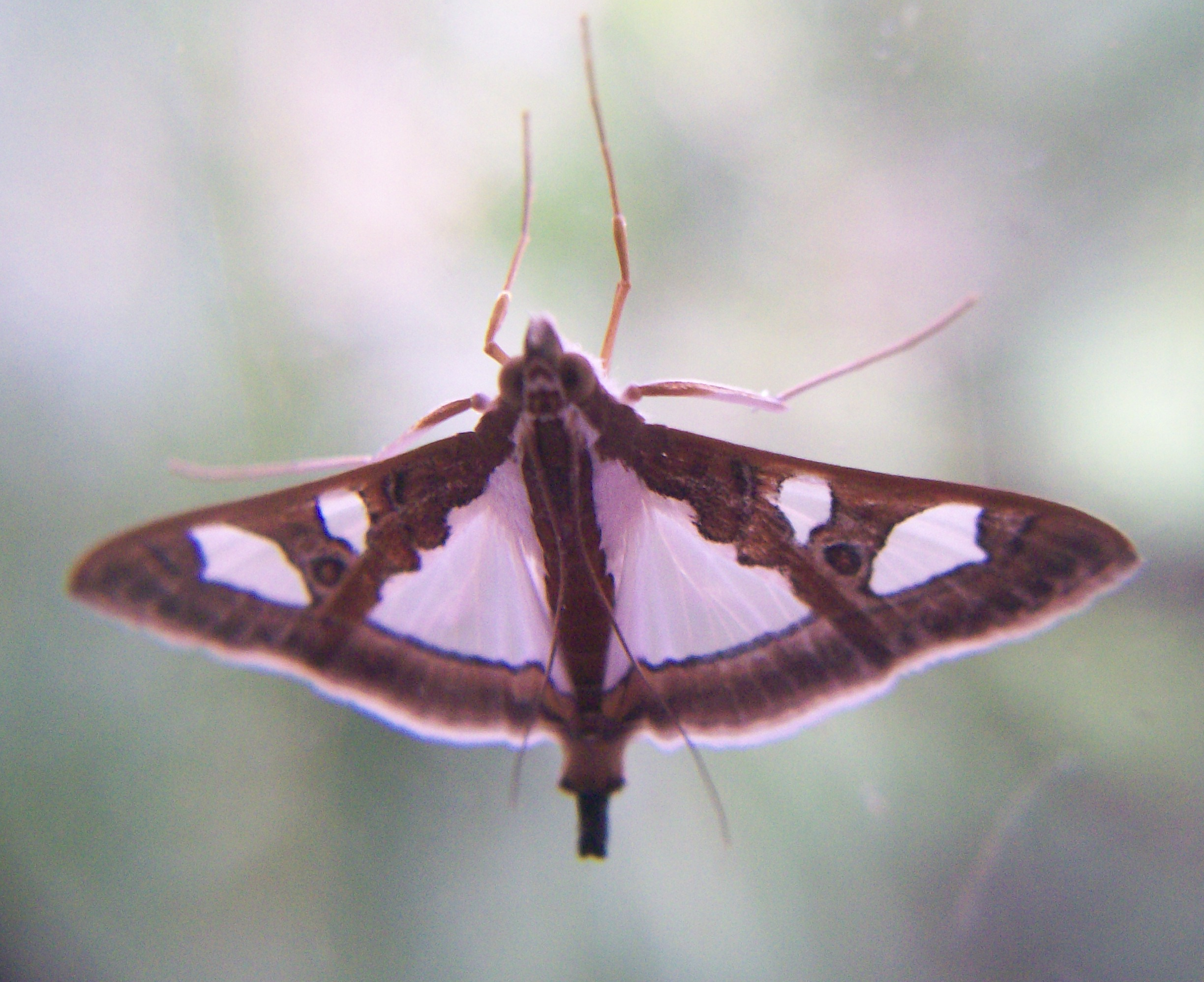
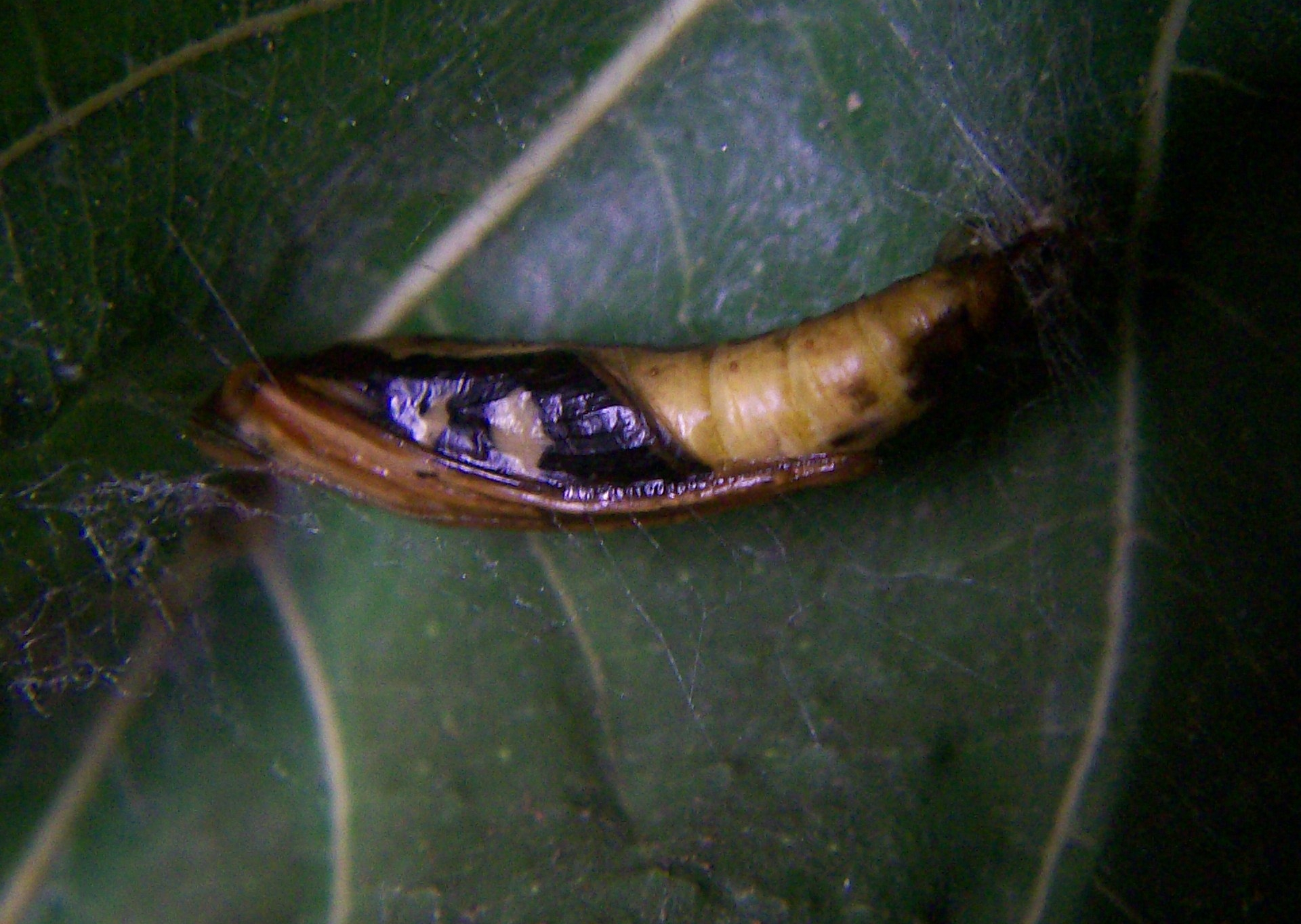
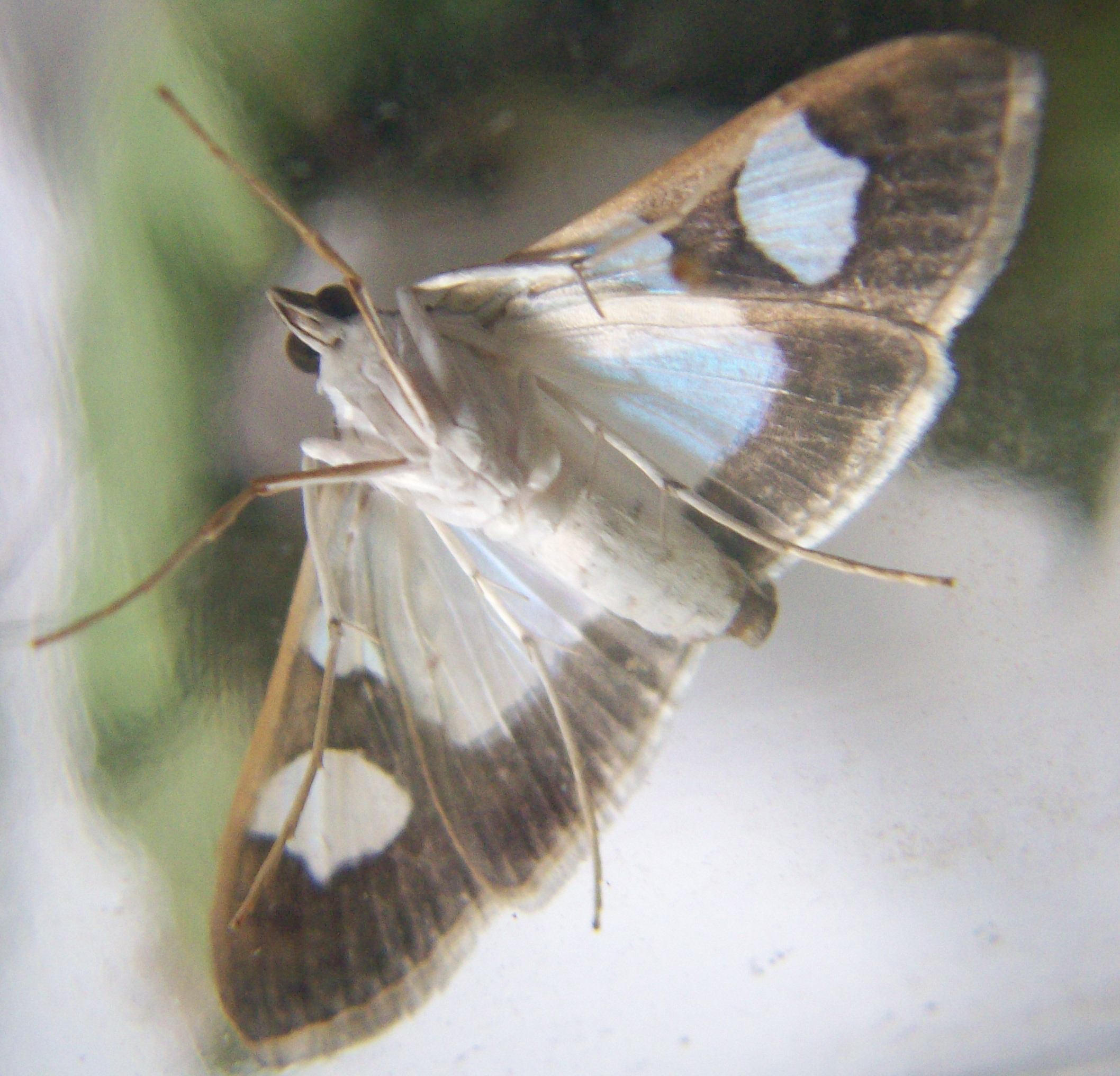